# Hawaii Egyetem (Mānoa)
A Hawaii Egyetem, Mānoa (angolul: University of Hawaiʻi at Mānoa, rövidítve: UH Mānoa, Hawaii, vagy csak UH) állami földadományozással létrehozott kutatóegyetem Honolulu város Mānoa kerületében. A Hawaii Egyetemrendszer zászlóshajója és a szervezet legfőbb irodái is itt találhatók. A campus nagy része a Mānoa-völgyben helyezkedik el, míg a John A. Burns Orvostudományi Iskola a Kakaako Waterfront Park mellett található.
Az egyetem összesen 200 diplomaprogramot működtet 17 iskolájában. Az egyetemen végzett kutatómunka országos szinten kiemelkedő. Legfontosabb tanulói között voltak Robert Ballard, Richard Parsons és Barack Obama amerikai elnök szülei, Barack Obama Sr. és Ann Dunham. Hawaii állami szenátorainak 45%-a és képviselőinek 51%-a ezen az egyetemen végzett.
Az egyetlen egyetem az államból, ami az NCAA első divíziójában versenyezik országos szinten. Amerikai futball csapata a Hegyi Nyugati Főcsoportban indul, míg többi csapata a Nagy Nyugati Főcsoportban. A férfi csapatok Rainbow Warriors, míg a női csapatok Rainbow Wahine néven ismertek. Négy országos bajnoki címűk van női röplabdában, míg egy férfiban.

## Elnökök és kancellárok
- 1907–1908: Willis T. Pope (megbízott)
- 1908–1913: John W. Gilmore
- 1913–1914: John Donaghho (megbízott)
- 1914–1927: Arthur L. Dean
- 1927–1941: David L. Crawford
- 1941–1942: Arthur R. Keller (megbízott)
- 1942–1955: Gregg M. Sinclair
- 1955–1957: Paul S. Bachman
- 1957–1958: Willard Wilson (megbízott)
- 1958–1963: Laurence H. Snyder
- 1963–1968: Thomas H. Hamilton
- 1968–1969: Robert W. Hiatt (megbízott)
- 1969: Richard S. Takasaki (megbízott)
- 1969–1974: Harlan Cleveland
- 1984–1992: Albert J. Simone
- 1992–1993: Paul C. Yuen (megbízott)
- 1993–2001: Kenneth P. Mortimer
- 2001–2002: Deane Neubauer (átmeneti)
- 2002–2005: Peter Englert
- 2005–2007: Denise Konan (átmeneti)
- 2007–2012: Virginia Hinshaw
- 2012–2014: Tom Apple
- 2014–2017: Robert Bley-Vroman (átmeneti)
- 2017–napjainkig: David Lassner

## Ranglisták
| Az Egyesült Államokban                                | Az Egyesült Államokban |
| ----------------------------------------------------- | ---------------------- |
| Forbes 2022                                           | 385                    |
| Times Higher Education / Wall Street Journal 2022     | 260                    |
| U.S. News & World Report 2022–2023                    | 170                    |
| Washington Monthly 2022                               | 168                    |
| Világszerte                                           |                        |
| Academic Ranking of World Universities 2022           | 301–400                |
| QS World University Rankings 2023                     | 326                    |
| Times Higher Education World University Rankings 2023 | 251–300                |
| U.S. News & World Report 2022–2023                    | 379                    |

## Galéria
- A Lyon Arborétum
- Az egyetem japánkertje az East-West Központban
- A John A. Burns Orvostudományi Iskola kutatóintézete
- A Sakamaki Hall
- A John Young Művészeti Múzeum
- A Wakiki Akvárium
- Akeakamai (1976–2003), az egyetem palackorrú delfinje a Kewalo Tengerészeti Laboratóriumban
- A Hawaii Hall
- Az egyetem sportcsapatainak logója